# 34190 Erinsmith
34190 Erinsmith este o planetă minoră (asteroid) din centura de asteroizi. A fost descoperită pe 24 august 2000 la Experimental Test Site⁠(d) de Lincoln Near-Earth Asteroid Research. 
Obiectul prezintă o orbită caracterizată de o semiaxă mare de 2,7372115 UAi, o excentricitate de 0,02, o înclinație de 6,42119 ° în raport cu ecliptica.